# Camille Dolard
Camille Dolard est un peintre et photographe français né à Lons-le-Saunier le 1er décembre 1810 et mort à Lyon le 9 août 1884.

## Biographie
Élève de Pierre Révoil et Claude Bonnefond à l'École des beaux-arts de Lyon de 1826 à 1833,, Camille Dolard revient au pays natal de Lons-le-Saunier pour y peindre les scènes quotidiennes de la paysannerie jurassienne. Ces tableaux sont destinés aux salons de la bourgeoisie lyonnaise qui apprécie ses œuvres. Dolard décide alors de revenir à Lyon. Il installe un studio au 1, place Croix-Paquet. Il reçoit probablement un enseignement photographique chez l'un des premiers portraitistes de l'époque. Il est à peu près sûr que son meilleur ami est Félix Tournachon, fils d'un libraire lyonnais, connu plus tard sous le nom de Nadar quand il s'installera à Paris en 1842.   

## Un appareil multi-format
De son côté, Camille Dolard envisage de faire des reportages photographiques et il cherche un appareil photographique pratique et maniable. Aucun ne le satisfait pleinement. Il se rend compte qu'il lui faut emporter plusieurs appareils de formats différents pour exécuter un programme complet de prises de vues. La plaque daguerréotype constitue un document positif unique qui n’accepte aucune réduction ou amplification ultérieure. Dolard étudie alors un modèle entièrement nouveau pour lequel il prend un brevet de cinq ans le 6 mars 1843. Il en rédige un mémoire descriptif : 

« Mon invention consiste à réunir plusieurs appareils dans un seul. Jusqu'à présent il a fallu un appareil spécial pour faire des épreuves sur plaque entière, un autre pour 1/2 plaque, un pour 1/4 de plaque et un pour 1/6 de plaque.On comprend que pour avoir ces quatre grandeurs, il faut quatre appareils différents ce qui est non seulement coûteux mais très embarrassant. Un voyageur qui veut prendre des points de vues, des monuments et faire des portraits de divers de diverses grandeurs, doit traîner avec lui quatre appareils. Tandis que le mien seul suffit pour toutes les grandeurs voulues. Ainsi que mon dessin l'indique, il y a quatre appareils avec quatre corps de boîtes B,C,D,E, rentrant l'une dans l'autre comme une lunette. Lorsque tous les corps de boîtes sont poussés au fond, on fait des 1/6 de plaque, en la plaçant au bout de la boite B. En tirant le 2e corps on fait un 1/4 de plaque avec la boite C.Le 3e corps D sert pour faire la 1/2 plaque et enfin le 4e corps de boite étant tiré E on place la plaque K au bout pour faire une plaque entière. Il est évident qu'en ajoutant un 5e , un 6e corps, etc., on ferait des plaques plus grandes. Mais je me borne pour le moment à quatre corps rentrant l'un dans l'autre, ce sont les quatre grandeurs les plus usitées […] Je demande donc le privilège exclusif de fabriquer des appareils faisant plusieurs grandeurs de plaques. Ma demande est simple à formuler, je dis qu'un autre appareil ne peut faire qu'un grandeur de plaque et que le mien réunit toutes les grandeurs, voila la différence. C'est donc par conséquent une chose nouvelle, avantageuse, portative et peu coûteuse relativement au prix de quatre appareils […] »

Brevet de l'appareil multiformat
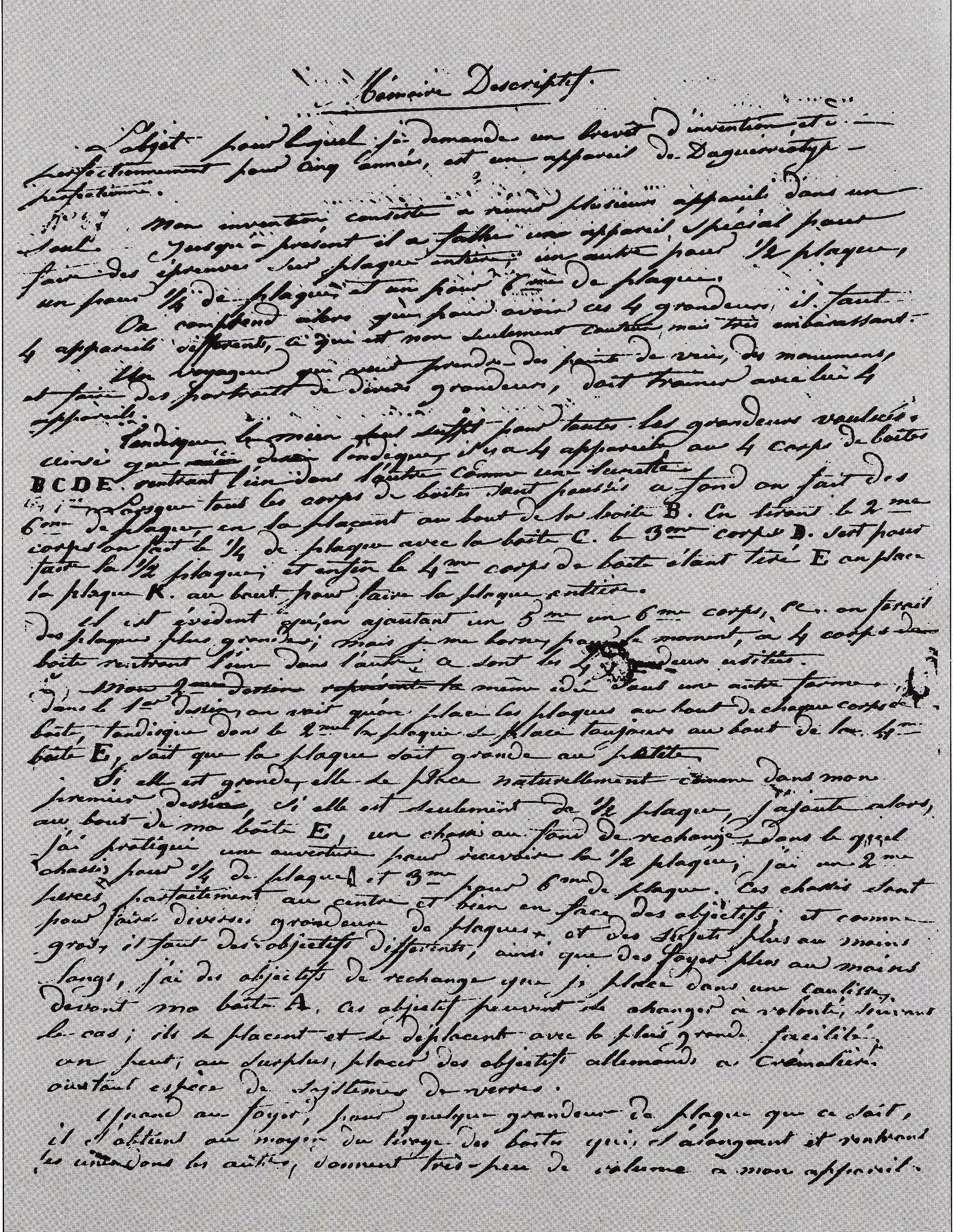
Texte du brevet.
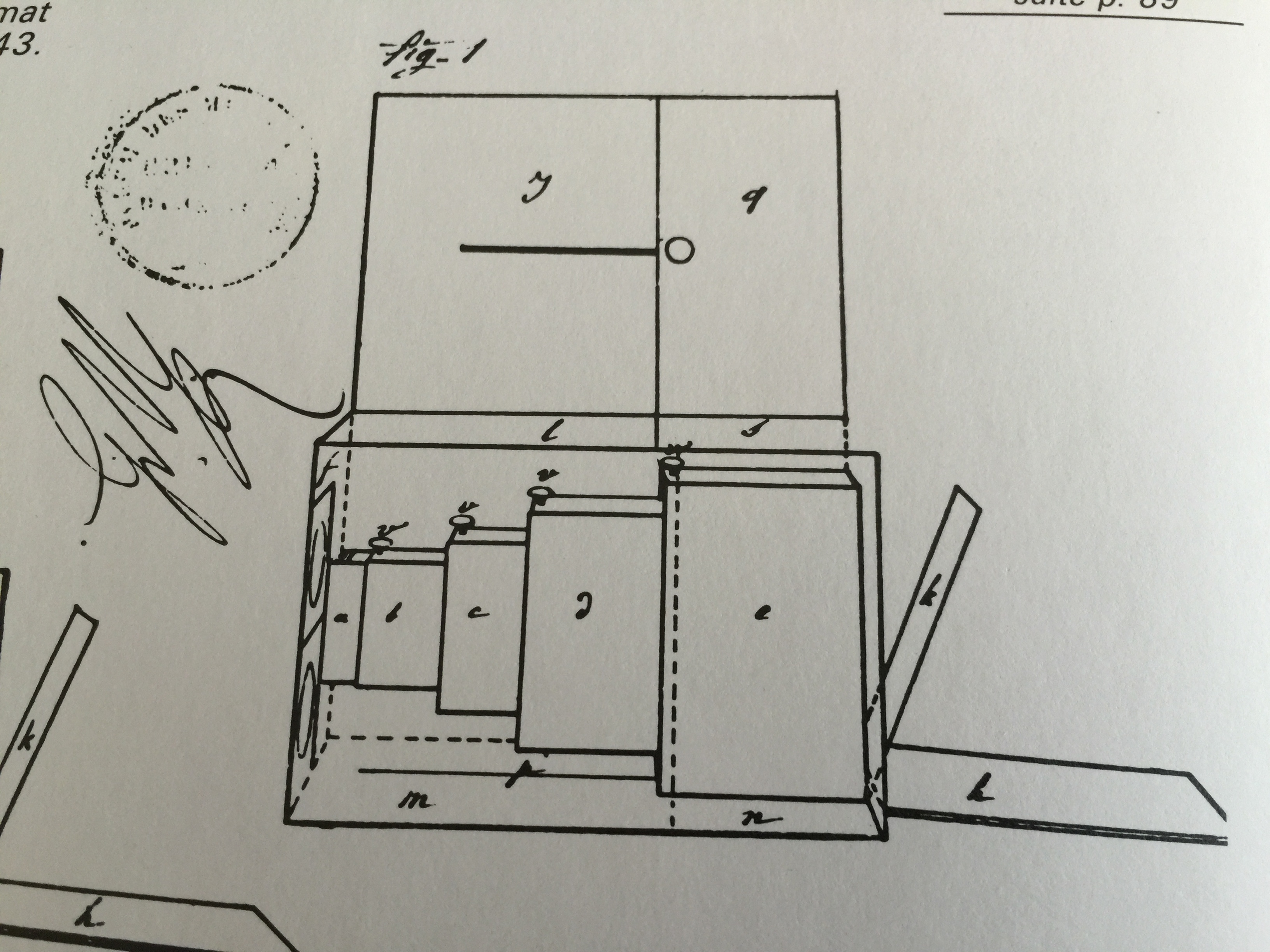
Figure 1.
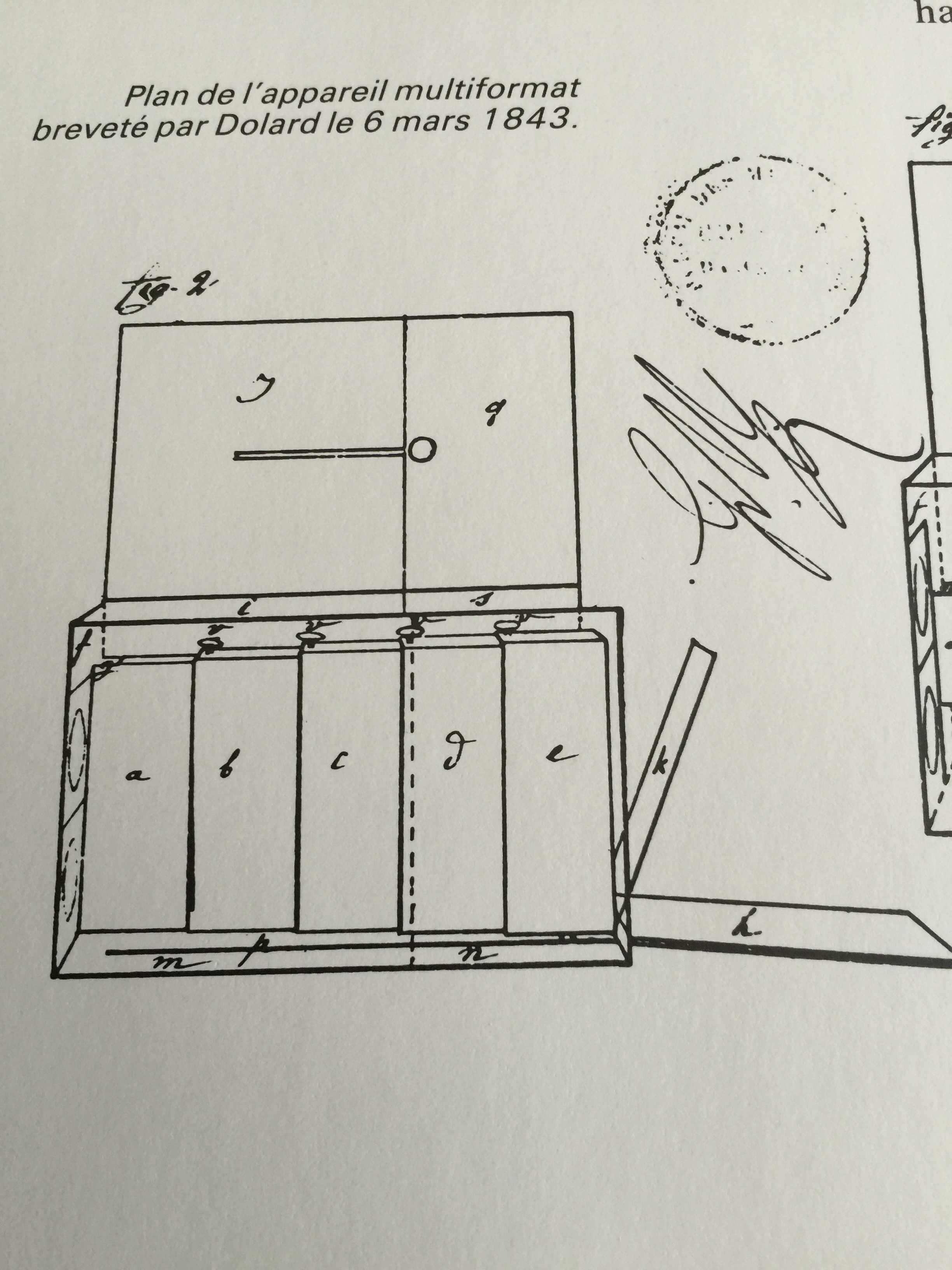
Figure 2.

## Daguerréotypes pleine plaque
Aucun appareil de cette sorte n'a été retrouvé, mais il existe trois de ses daguerréotypes types pleine plaque (165 × 215 mm).
Il réalise plusieurs autoportrait dans des scènes soigneusement composées :
- dans son Autoportrait en malade imaginaire de 1842-1843[5], il campe une composition sur le thème de la maladie. Coiffé d'un bonnet de nuit, alité, il s'entoure de tout un ensemble de potions et de clystères et pot de chambre. Il se fait soigner par une infirmière[6] ;
- vers 1843, il se photographie assis dans son atelier encombré du chevalet et des accessoires de peintre[7] ;
- dans l’Autoportrait en fumeur de narguilé dans un décor oriental de 1845[8], il tient un narguilé, objet à la mode à une époque entichée par l'Orient et ses mystères. La pose longue lui donne un regard fixe.

Autoportraits de Camille Dolard
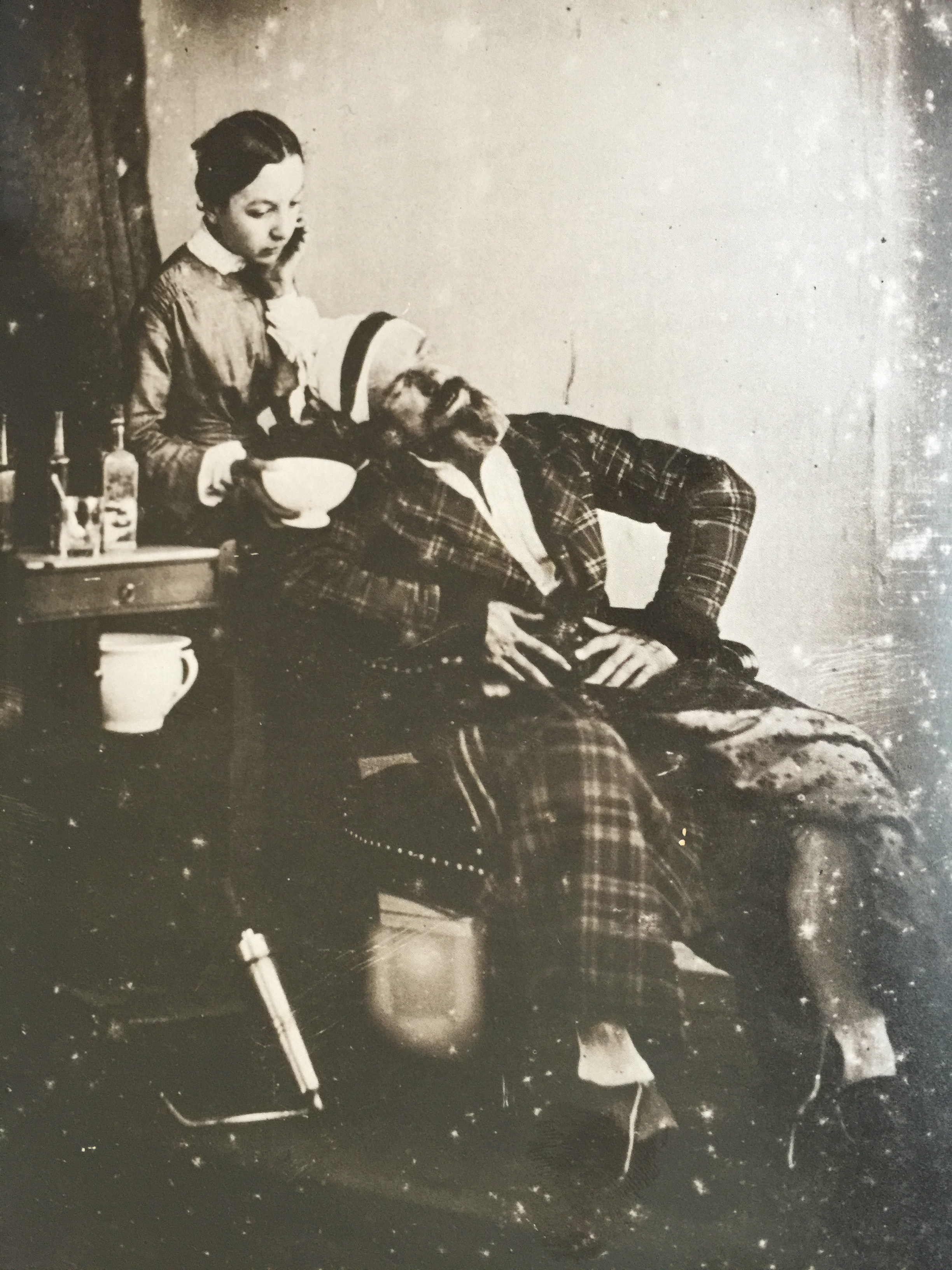
Le Malade imaginaire (1842-1843), localisation inconnue.
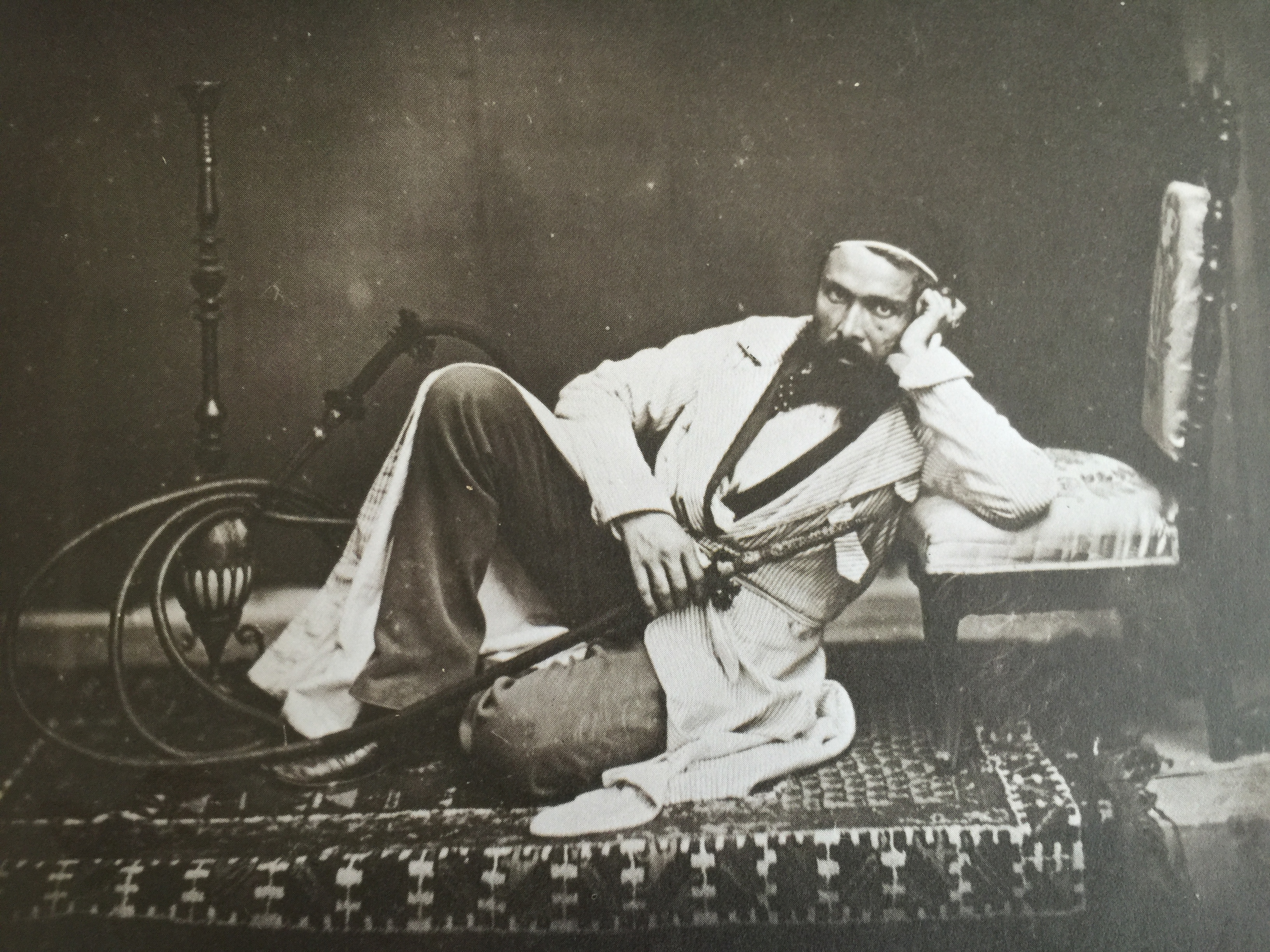
L'Homme au narguillé (1845), localisation inconnue.

## Les portraits parisiens
Entre 1850 et 1860, Camille Dolard gagne Paris pour y exécuter un important programme de portraits photographiques d'artistes ou d'hommes politiques. Il photographie Ingres dans une embrasure de fenêtre, Horace Vernet avec ses pinceaux, le chansonnier Béranger, le général de Cavaignac et un grand nombre d'anonymes, mais aucun portrait féminin.

## Les portraits lyonnais
Les portraits lyonnais de Camille Dolard offrent un éventail à peu près complet des personnalités les plus remarquables de la ville. Ils représentent le préfets successifs du Rhône, le gouverneur militaire, les présidents de chambres, les professeurs de facultés, de hauts fonctionnaires, la magistrature, les industriels important, les savants, presque tous les artistes de la ville et surtout les riches et influents soyeux lyonnais. 
Sa clientèle est très large. En 1853, L'Indicateur de Lyon mentionne pour la première fois Camille Dolard en tant que portraitiste au pinceau et au daguerréotype installé place Croix-Paquet. Le studio de Dolard se trouve en étage sur le début des pentes de la colline de la Croix-Rousse dans un immeuble entièrement dévoué à la soierie. Cette énorme battisse qui « traboule » avec les rues voisines est occupée par toutes sortes de travailleurs de la soie : fabricants, dévideuses, ourdisseuses, liseurs, metteurs en cartes, plieurs, dessinateurs, etc. La déclivité du terrain est si abrupte que la terrasse supérieure de l'immeuble haut de six niveaux domine toute la ville et bénéficie d'une bonne luminosité. Dolard pratique les grands formats qui exigent des objectifs à longue focale et beaucoup de lumière. Plus tard, avec l'avènement du collodion, il standardise ses clichés au format 18 × 24 cm qui lui assure un piqué et une grande richesse de demi-teintes.

## La mort du curé d'Ars
Il revient à Dolard d'avoir été le photographe chargé de photographier post-mortem le visage du curé d'Ars, Jean-Marie Vianney. Ces documents sont restés longtemps ignorés, même des biographes du saint homme. Dans la matinée du jeudi 4 août 1859 à Lyon, prévenus par télégraphe, les journaux annoncent la mort du curé d'Ars dans la nuit, à 2 heures. Dolard en l'apprenant décide de gagner aussitôt Ars. Le bateau à vapeur assurant l'omnibus de Lyon à Chalons va trop lentement et il ne sera nullement sûr de trouver une voiture au débarcadère de Jassans. Il demande à un voiturier du quartier de l'amener directement à Ars avec tout son matériel de laboratoire. Pour réduire son bagage, il se limite à une petite chambre 1/4 de plaque. Le trot assez rapide de la sortie de Lyon se ralentit sensiblement plus loin, sur les routes de plus en plus embouteillées par les milliers de personnes, souvent à pied, convergeant vers Ars. L'orage de la nuit passée ne suffit pas à rafraîchir le temps et la chaleur devient de plus en plus accablante. Dolard craint d'arriver trop tard à Ars où la foule augmente de minute en minute sur la place. Les gendarmes de Trévoux appelés en renfort, contiennent la cohue avec beaucoup de peine. Malgré le soleil et la poussière, les visiteurs tiennent absolument à revoir une dernière fois leur curé. Le défilé durera 48 heures, en laissant à chaque pèlerin le temps de réciter un pater et un avé devant la dépouille du saint homme. Dolard perdu dans la foule se demande comment il pourra prendre une photographie. Par chance, il rencontre Claude Viret, originaire comme lui du Jura. Celui-ci, cultivateur aisé et attiré par la personnalité du curé, réside depuis longtemps à Ars où il a toutes ses entrées. Il s'occupe de Dolard, lui trouvant une resserre proche où installer son laboratoire de campagne, et obtient, dans le pèlerinage, une courte pause pour faire les photographies.
Francis Trochu, auteur en 1925 d'une biographie du curé d'Ars, écrit à son sujet : « Le défilé des visiteurs ne s'est arrêté que pendant une demi-heure de l'après midi du 4 août. Alors que le soleil était le plus ardent, on sortit le corps sur son lit d'honneur orné de fleurs et de feuillages et pour la première fois, un photographe réussit à prendre les traits du curé d'Ars. Il y eut trois photographies différentes de prises. »
De son côté, à la page 33 de ses Mémoires, Jean-Claude Viret rapporte la scène : « Moi, Jean-Claude, j'étais présent quand les portraits furent tirés. On sortit le bon saint curé Jean Marie Vianney de sa cure pour le placer dans la cour en un moment où le soleil était bien ardent et on fut obligé de tenir un parapluie au-dessus du saint curé pour le garantir du soleil et c'est moi, Jean Claude, qui ai tenu ce parapluie tout le temps qu'il fallu. ».
En 30 minutes, Dolard réussit son reportage malgré toutes les contraintes. Ce travail restera cependant anonyme, Francis Trochu mentionnant cette photographie sans en citer l'auteur. Au début du XXe siècle, un éditeur de cartes postales en fera anonymement paraître une mauvaise reproduction.

Photographies post-mortem du curé d'Ars par Camille Dolard (1859), Paris, BnF
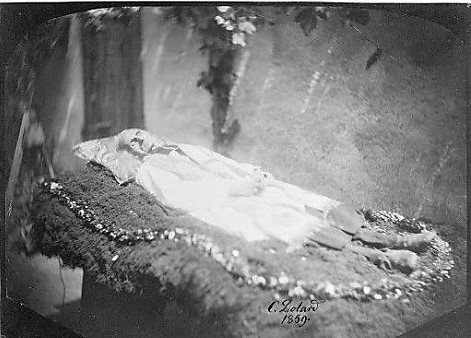
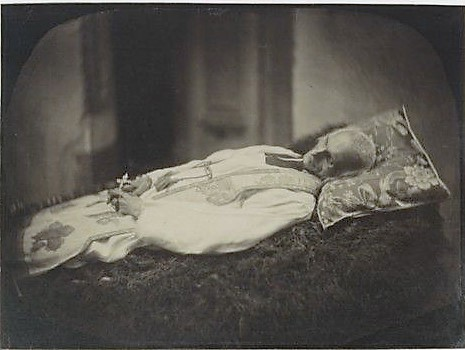
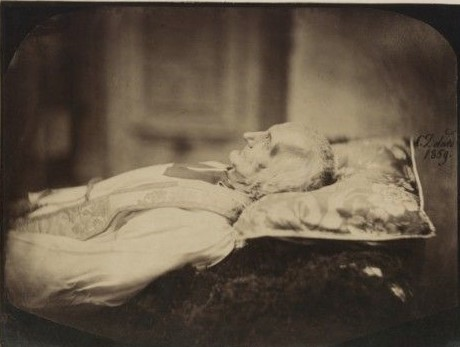

## Retour à la peinture
Après 1859, l'activité photographique de Camille Dolard paraît se ralentir. Il vend son affaire de la Croix-Rousse à un autre peintre-photographe, Armbrüster, qui se fera connaître par des reproductions de tableaux en noir ou en couleur peintes à la main. Dolard s'installe à Lyon sur le quai Saint-Antoine dans un petit atelier où une dizaine de portraitistes se succèdent en 40 ans. Il abandonne la photographie et se remet à peindre. Chaque année, il expose au Salon de Lyon des portraits, paysages ou natures mortes souvent inspirées de son Jura natal. En 1876, il déménage une dernière fois pour habiter un luxueux appartement le long du Rhône, sur le quai Castellane. Il expose une dernière fois au Salon lyonnais de 1884.

Photographies de Camille Dolard
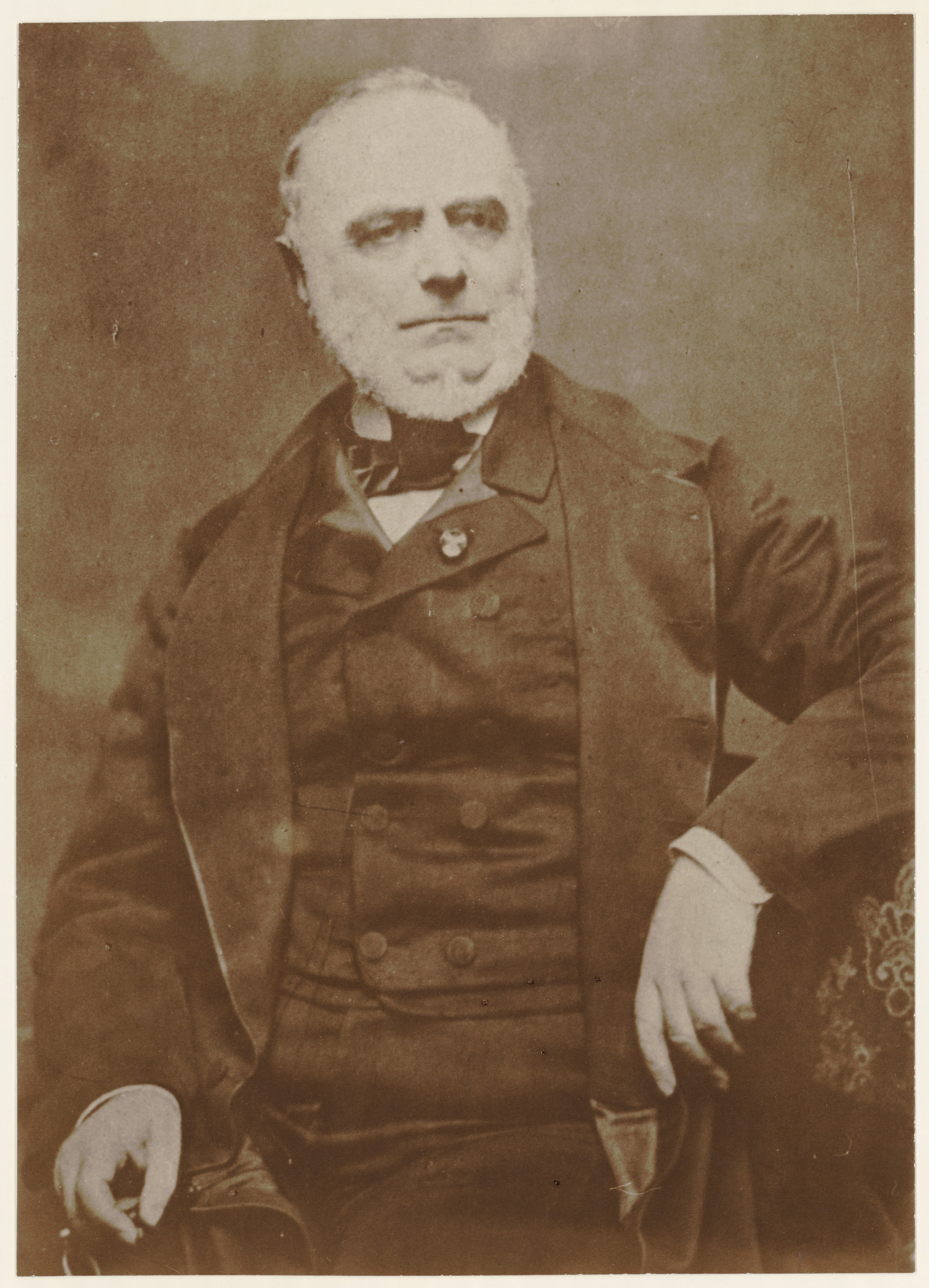
Claude-Marius Vaïsse, préfet du Rhône (vers 1856).
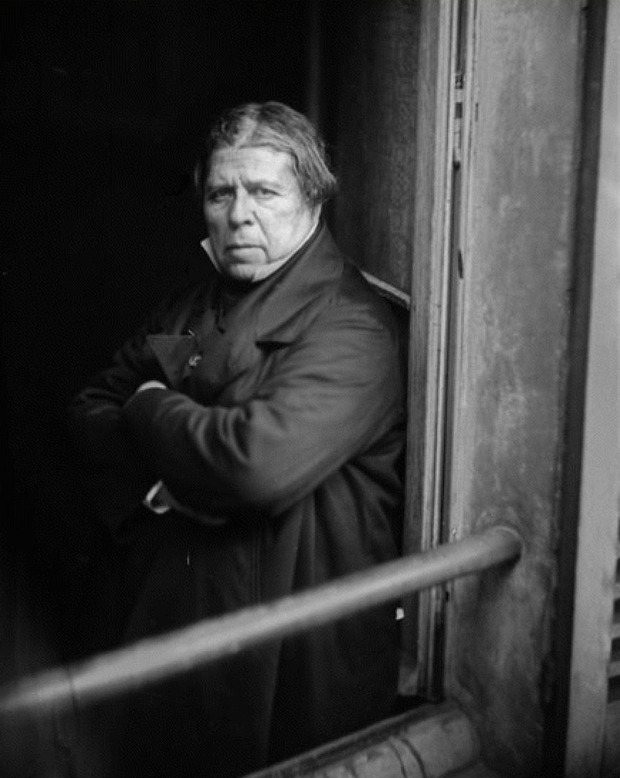
Portrait de Jean-Auguste-Dominique Ingres à la fenêtre (vers 1856-1858), Paris, musée d'Orsay.
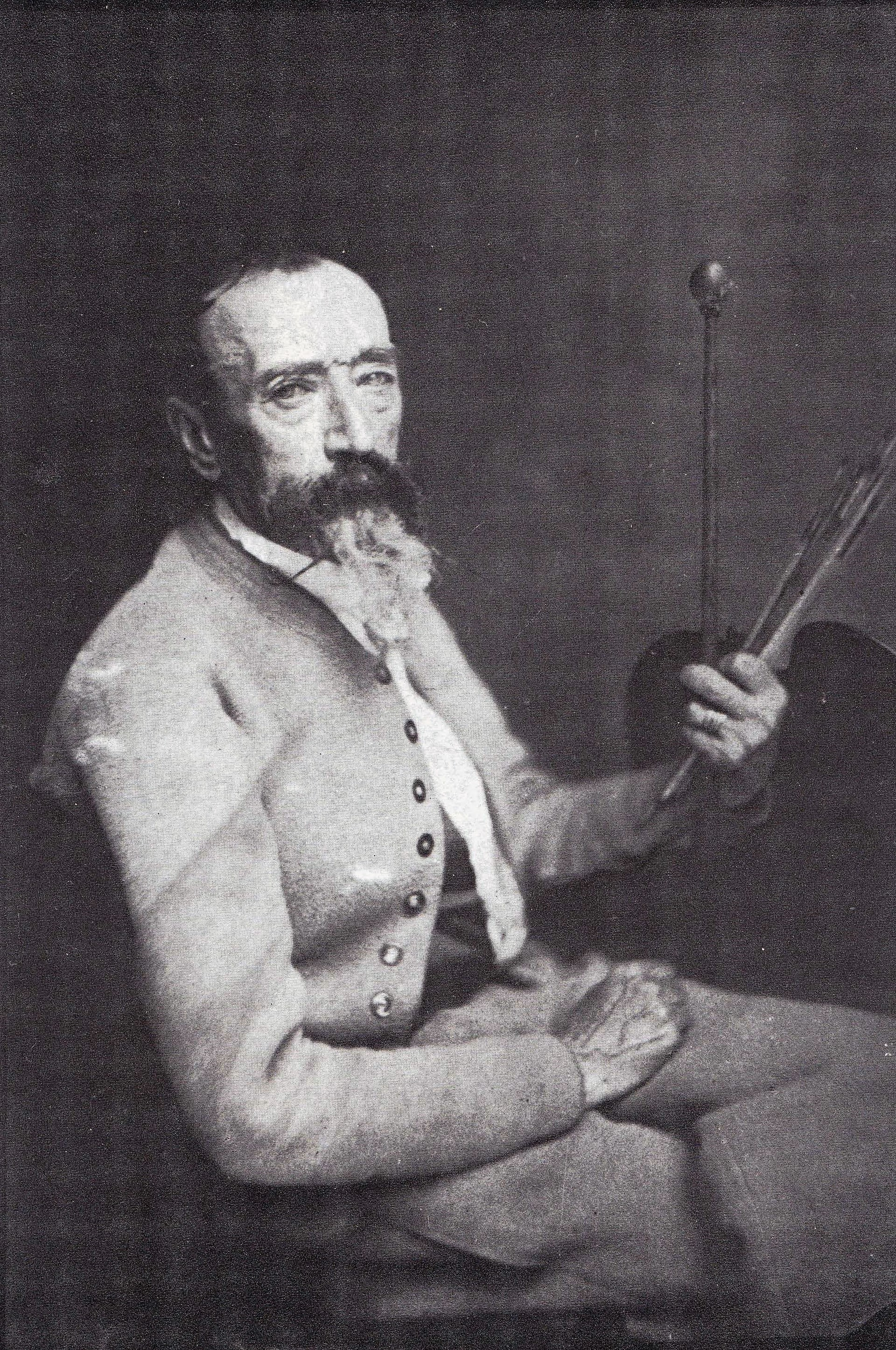
Horace Vernet (vers 1860).
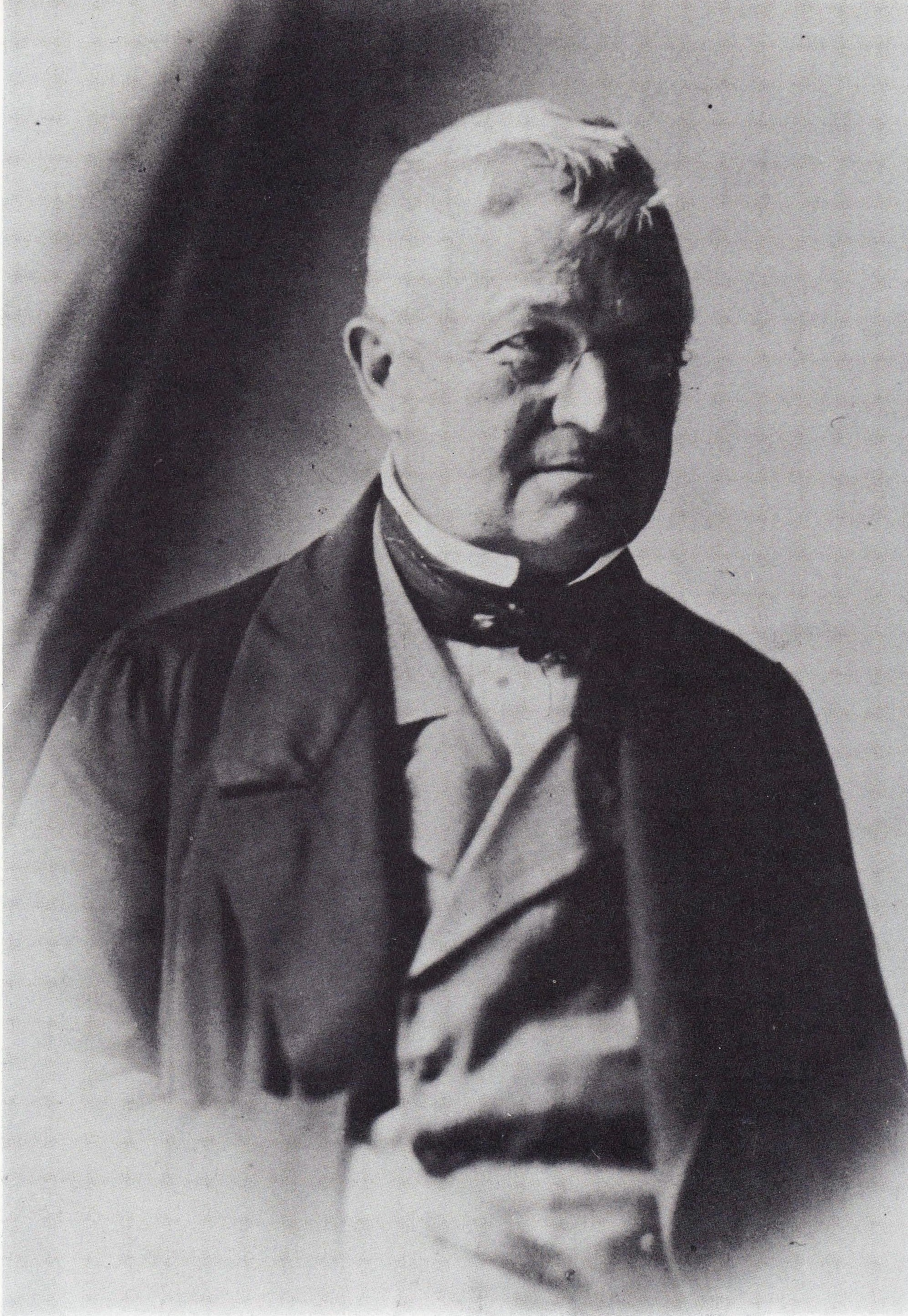
Adolphe Thiers (vers 1860).
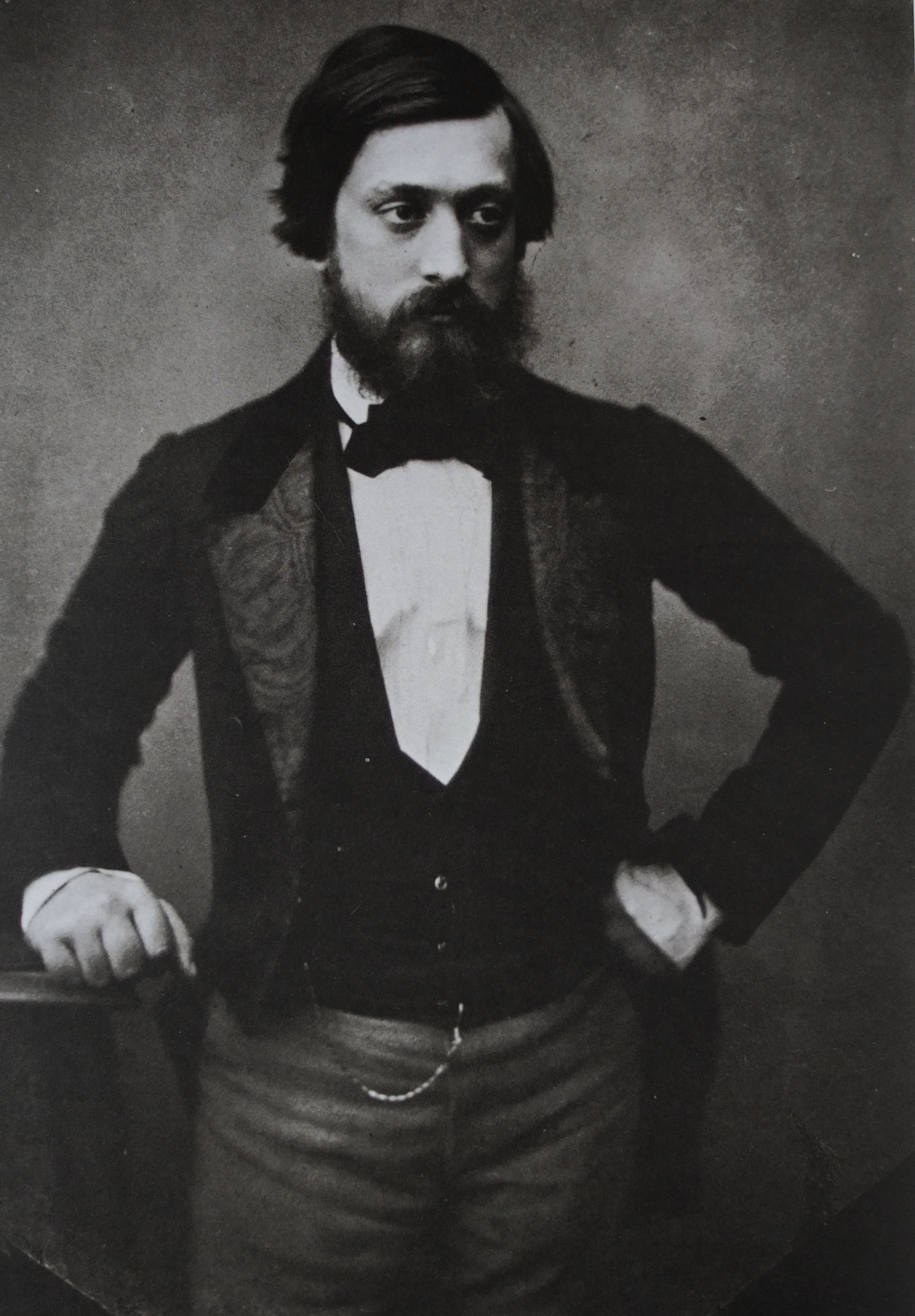
L'architecte Dupasquier (vers 1860).

Peintures attribuées à Camille Dolard
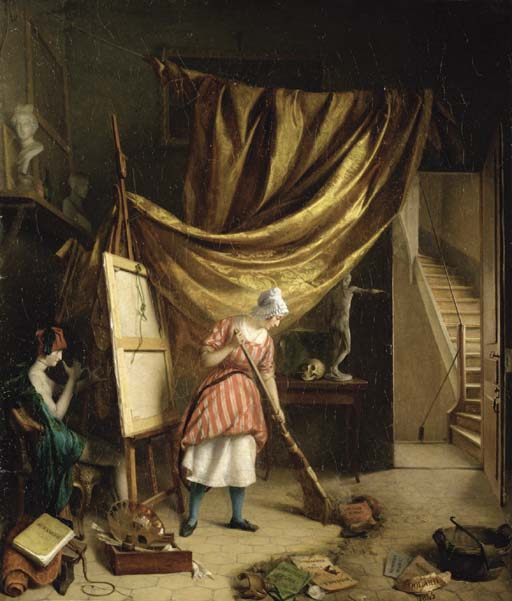
L'Atelier d'artiste (1845), localisation inconnue.
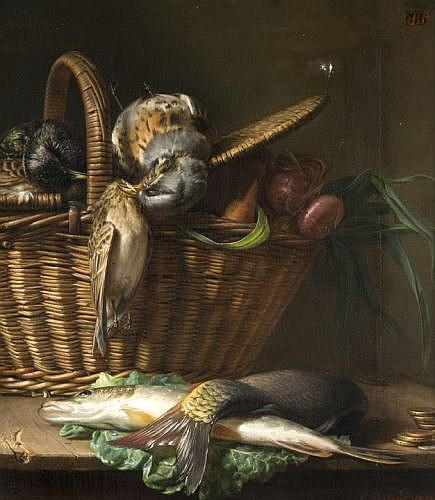
Nature morte aux grives et perche (1848), localisation inconnue.
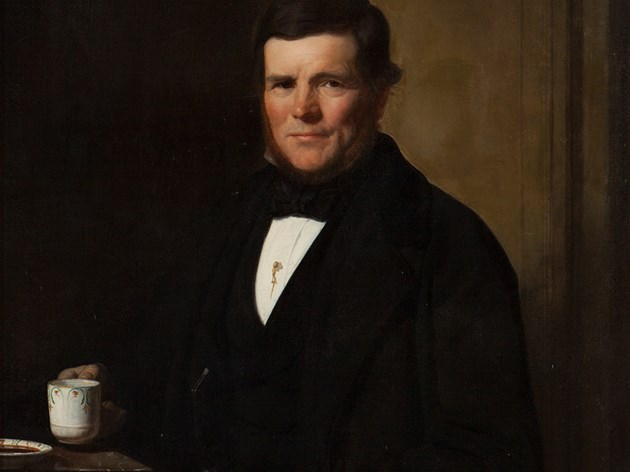
Portrait d'un inconnu (1860), localisation inconnue.